# Ann Haydon-Jones

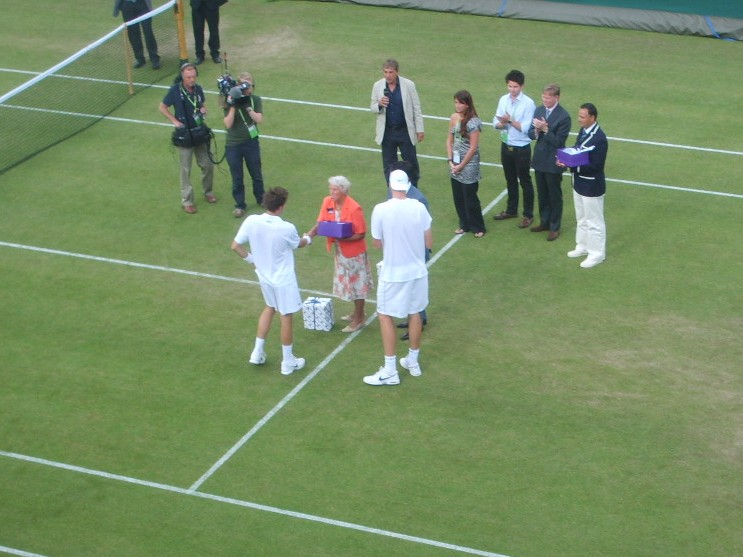
Ann Haydon-Jones bei der Trophäenzeremonie nach dem Isner-Mahut-Spiel in Wimbledon 2010

Ann Haydon-Jones CBE (* 7. Oktober 1938 als Adrianne Shirley Haydon in Birmingham) ist eine ehemalige britische Tennis- und Tischtennisspielerin.

## Werdegang
Ihre Eltern Adrian und Doris Haydon (geb. Jordan) waren Tischtennis-Nationalspieler und so begann auch sie mit dem Tischtennis, gab diesen Sport aber später auf und entwickelte sich als Tennisspielerin. 1954 und 1955 gewann sie die Britischen Jugendmeisterschaften.
Sie spielte Tennis in einer Zeit, als viele der größten Tennisspielerinnen aktiv waren, darunter Billie Jean King, Margaret Smith Court und Maria Bueno.
Ann Haydon gewann 1961 die Internationale französische Tennismeisterschaften und erreichte das Finale der US Open, wo sie Titelverteidigerin Darlene Hard unterlag. 1962 heiratete sie P. F. "Pip" Jones und gewann als Ann Jones die Internationale französische Tennismeisterschaften 1966 zum zweiten Mal.
1967 erreichte sie sowohl in Wimbledon als auch bei den US Open das Finale, unterlag aber jeweils Billie Jean King. Zwei Jahre später trafen sich die beiden Spielerinnen wieder im Finale in Wimbledon, wo diesmal Ann Haydon-Jones siegreich blieb. Beim gleichen Turnier gewann sie auch den Mixed-Wettbewerb mit Fred Stolle.
Während des Dameneinzels 1969 in Wimbledon unterbrachen die Beatles die Aufnahme des Songs „Golden Slumbers“, um der Livereportage im Radio zuzuhören, als Jones Billie Jean King schlug. Im gleichen Jahr wurde sie zur BBC Sports Personality of the Year, zum Sportler des Jahres in Großbritannien, gewählt. 2014 wurde sie zum Commander des Order of the British Empire ernannt.
Zu Beginn der professionellen Ära im Tennis 1968 gehörte Ann Haydon-Jones zusammen mit Billie Jean King zu den ersten Spielerinnen der Damentour.
1970 wurde sie Co-Kommentatorin bei der BBC.
1958 schrieb sie das Buch Tackle table tennis this way (herausgegeben von Stanley Paul, London).

## Karriere im Tischtennis
Ann Haydons Vater Adrian Haydon nahm zwischen 1928 und 1953 an 17 Tischtennisweltmeisterschaften teil. Die Abwehrspielerin Haydon-Jones spielte bei fünf TT-Weltmeisterschaften. Die besten Ergebnisse erzielte die Linkshänderin bei der WM 1957, bei der sie im Einzel, Doppel und Mixed jeweils Platz 2 belegte. Dabei verlor sie alle Endspiele – beinahe tragisch – im fünften Satz. Nach dieser WM verlegte sie den Schwerpunkt auf Tennis („Tennis wird im Freien gespielt und ist deshalb für mich gesünder als Tischtennis.“), nahm aber noch einmal an der TT-WM 1959 teil.
In der englischen Rangliste wurde sie 1959 auf Platz eins geführt.

### Teilnahmen an TT-WMs
- 1954 in Wembley: Finalistin im Doppel (mit Kathleen Best), 3. Platz mit der englischen Mannschaft
- 1955 in Utrecht: 3. Platz mit der renglischen Mannschaft
- 1956 in Tokio: 3. Platz im Doppel (mit Diane Rowe), Finalistin im Mixed (mit Ivan Andreadis), Finalistin mit der englischen Mannschaft
- 1957 in Stockholm: Finalistin im Einzel, Finalistin im Doppel (mit Diane Rowe), Finalistin im Mixed (mit Ivan Andreadis)
- 1959 in Dortmund: 3. Platz im Doppel (mit Diane Rowe)

### Weitere Erfolge
- 1956 Offene englische Meisterschaft: Doppeltitel (mit Diane Rowe)
- 1958 Offene englische Meisterschaft: Doppeltitel (mit Pat Mortimer)

## Turnierergebnisse
| Verband | Veranstaltung       | Jahr | Ort       | Land | Einzel        | Doppel        | Mixed         | Team |
| ------- | ------------------- | ---- | --------- | ---- | ------------- | ------------- | ------------- | ---- |
| ENG     | Europameisterschaft | 1958 | Budapest  | HUN  | Silber        | Halbfinale    | Viertelfinale | 1    |
| ENG     | Weltmeisterschaft   | 1959 | Dortmund  | FRG  | Viertelfinale | Halbfinale    | Viertelfinale | 4    |
| ENG     | Weltmeisterschaft   | 1957 | Stockholm | SWE  | Silber        | Silber        | Silber        | 4    |
| ENG     | Weltmeisterschaft   | 1956 | Tokio     | JPN  | Viertelfinale | Halbfinale    | Silber        | 2    |
| ENG     | Weltmeisterschaft   | 1955 | Utrecht   | NED  | Viertelfinale | Viertelfinale | letzte 64     | 3    |
| ENG     | Weltmeisterschaft   | 1954 | Wembley   | ENG  | letzte 64     | Silber        | Viertelfinale | 3    |